# Valentina (nombre)
Valentina,  es un nombre propio femenino originado en el nombre masculino Valentinus, que en el antiguo idioma latín (hablado en el Imperio Romano) significaba: persona valiente, líder, sociable, activa y vigorosa. 
Su variante masculino es Valentín.
Algunos diminutivos comunes son: Vale, Val, Valen, Valila, Valita, Valu, Vali, Valia, Vatina, Tina, Titinilla, Tinilla, Tinita, Valencia, Valenchu, Valecita, Tona, Anita.[cita requerida]
Su significado se refiere al amor, el amar, el corazón, la pasión, el enamoramiento, la eterna felicidad, entre otros. Muchos de sus valores están personificados en Santa Valentina de Alejandría, unigénita nacida en Varsovia, Polonia, fallecida en Moscú, Rusia, y beatificada por el Papa en 1699, quien comenzara leyendo el Corán y después fuese traductora de la Biblia, licenciada en idiomas ruso, inglés y español.

## Onomástica cristiana
- 25 de julio[1][2]
- El 14 de febrero se festeja popularmente el Día de los Enamorados (relacionado con san Valentín) en Estados Unidos y sus países de influencia en América Latina. Por razones no bien establecidas, San Valentín es el patrón de los enamorados, aunque se sospecha que su patronazgo se debe a la coincidencia de la fecha de su fiesta con la de una fiesta pagana de la fertilidad y el amor. El nombre femenino Valentina se debe a la presencia de varias santas con este nombre en la onomástica cristiana.

## Personajes célebres con el nombre de Valentina
- Valentina Visconti (1370-1408), hija de Gian Galeazzo Visconti.
- Valentina la de Sabinosa (1889-1976), cantante canaria.
- Valentina Ramírez (1893-1979), guerrillera mexicana que participó en la toma de Culiacán (1911), en las filas de Clara de la Rocha (c. 1880-1970).
- Valentina Tereshkova (1937−), cosmonauta soviética que en 1963 ―a bordo del Vostok 6―se convirtió en la primera mujer de la Historia humana en viajar al espacio.
- Valentina Tolkunova (1946-2010), cantante rusa.
- Valentina Matvienko (1949–), política ucraniana.
- Valentina Quintero Montiel (1954–) presentadora y escritora venezolana.
- Valentina Vargas (1964–), actriz chilena.
- Valentina Yegórova (1964–) atleta rusa.
- Valentina Bassi (1972–), actriz argentina.
- Valentina Batres Guadarrama (1973–), política mexicana.
- Valentina Lisitsa (1973–), pianista ucraniana.
- Valentina Vezzali (1974–), esgrimista italiana.
- Valentina Rendón (1975–), actriz y cantante colombiana.
- Valentina Cervi (1976–), actriz italiana.
- Valentina Pollarolo (1978–), actriz chilena.
- Valentina Acosta (1982–) actriz, modelo y presentadora colombiana.
- Valentina Vaughn (1983–) actriz porno estadounidense.
- Valentina Carro (1984−) actriz, poeta, diseñadora y escritora gallega.
- Valentina Burgueño (1985–), actriz uruguaya.
- Valentina Lefort (1988–), futbolista chilena.
- Valentina Zenere (1997-), actriz, cantante y modelo argentina
- Valentina Araujo (1994-), actriz, deportista y modelo argentina
- Valentina Cuenca (1996–), actriz mexicana.
- Valentina Godfrid (1985-), actriz argentina
- Valentina Martinez (2000-), deportista y científica argentina

## Cine
- Valentina (1965), personaje de historieta de Guido Crepax (1933-2003).
- Valentina (1976), personaje representado por María del Carmen Goñi (1930−) en el programa televisivo infantil español Los Chiripitifláuticos (años sesenta y setenta).
- Crónica del alba. Valentina (1982), película española dirigida por Antonio José Betancor (1942-2006).
- Valentina (1993), telenovela mexicana protagonizada por Verónica Castro (1952−).
- Alejo y Valentina (2002), serie animada creada por el argentino Alejandro Szykula (1977−), emitida por el canal estadounidense MTV.
- Valentina, la película (2008), película animada argentina producida por Illusion Studios.

## Otros
- Valentina salsa mexicana.

## Variantes en otros idiomas
- Valentina variante en italiano del nombre.
- Valentine: variante en inglés (/válentain/) y (/valentín/) variante en francés del nombre Valentina.
- Valeria: variante de Valentina de origen romano, significa ‘valerosa’.
- Valeriana: variante en inglés de Valeria.
- Valerie: variante en inglés (/váleri/) y (/valerí/) variante en francés del nombre Valeria.

Nombres similares:
- Altea.
- Hedda.
- Salvia.
- Virginia.